# Molly (canção)
"Molly" é uma canção do DJ francês Cedric Gervais. A canção foi lançada no Reino Unido em 22 de julho de 2012 pela Spinnin' Records e 3 Beat Productions. A canção foi escrita e produzida por Cedric Gervais e Carlos Cid. A cantora americana Madonna referenciou infamemente a música, enquanto promovia sua canção "Girl Gone Wild". Sua menção causou grande polêmica, incitando críticas do produtor Deadmau5. A canção foi usada no filme Pain & Gain de 2013. O termo "Molly" é uma referência a MDMA uma droga de dança.

## Videoclipe
Um vídeoclipe para acompanhar o lançamento de "Molly" foi lançado pela primeira vez no YouTube em 02 de abril de 2012 em um comprimento total de quatro minutos e nove segundos.

## Desempenho nas tabelas musicais

### Posições
| Posições (2012)                               | Melhor posição |
| --------------------------------------------- | -------------- |
| Bélgica (Ultratip Bubbling Under de Flandres) | 41             |
| Escócia (Scottish Singles Chart)              | 18             |
| Reino Unido (UK Dance Chart)                  | 5              |
| Reino Unido (UK Singles Chart)                | 26             |